# Nazaré da Mata
Nazaré da Mata est une municipalité brésilienne située dans l'État du Pernambouc.